# パホンヨーティン駅
パホンヨーティン駅（パホンヨーティンえき、タイ語:สถานีพหลโยธิน）は、タイ王国のバンコク都チャトゥチャック区にある、バンコク・メトロの駅である。駅番号はBL14。
やや離れているが、バンコク・スカイトレイン（BTS）スクムウィット線「N9」ハーイェーク・ラプラオ駅と接続しており、両駅間は歩道橋でアクセスできる。

## 概要
パホンヨーティン通りとラートプラーオ通りの交差点付近にある。

## 歴史
- 2004年7月3日 【開業】ブルーライン（フワランポーン - バーンスー） (20.8km)

## 駅構造
フルスクリーンタイプのホームドア付き島式ホーム1面2線の地下駅である。

### 駅階層
| 地面    | 出入口                                           | ラートプラーオ通り                                      |
| 地下1階 | コンコース階                                     | ATM                                                     |
| 地下2階 | 改札口階                                         | 自動券売機、自動改札口                                  |
| 地下3階 | 1番線・上り■ブルーライン                         | →ラートプラーオ・スクムウィット・フワランポーン方面     |
| 地下3階 | 島式ホーム（フルスクリーンタイプホームドア設置） |                                                         |
| 地下3階 | 2番線・下り■ブルーライン                         | ←チャトゥチャック公園・カムペーンペット・バーンスー方面 |

## 周辺
- ハーイェーク・ラプラオ駅（バンコク・スカイトレイン　スクムウィット線）。
- セントラル・ラートプラーオ（デパート）
- ロータス オンヌット店
- センタラ・グランド・アット・セントラルプラザ・ラープラオ・バンコク